# Iotrochota protea
Iotrochota protea är en svampdjursart som först beskrevs av de Laubenfels 1950.  Iotrochota protea ingår i släktet Iotrochota och familjen Iotrochotidae. Inga underarter finns listade i Catalogue of Life.